# Leonard Woolf
Leonard Sidney Woolf (Londres; 25 de noviembre de 1880 - 14 de agosto de 1969) fue un teórico político, escritor, editor y antiguo funcionario público británico, también conocido por ser el marido de la escritora Virginia Woolf.

## Biografía
Woolf nació en Londres, Inglaterra, el tercero de diez hijos del abogado judío Solomon Rees Sydney y Marie (de Jongh) Woolf. Cuando su padre murió en 1892, Woolf fue enviado a un internado en Arlington House School cerca de Brighton. De 1894 a 1899 fue a St. Paul's School en Londres, y a Trinity College de Cambrigde, donde fue miembro de los denominados Apóstoles de Cambridge, otros miembros de este grupo fueron Lytton Strachey, Clive Bell, Thoby Stephen (hermano de Virginia Woolf), John Maynarra en 1902 pero permaneció un quinto año de estudio para preparar su acceso como funcionario al Servicio Civil.
En octubre de 1904 Woolf se trasladó a Sri Lanka para convertirse en cadete del Servicio Civil de Ceilán, en Jaffna y posteriormente en Kandy, y en  donde administró el Distrito de Hambantota. Woolf regresó a Inglaterra en mayo de 1911 para un descanso de un año. Renunciado continuar en activo a principios de 1912, y el mismo año contrajo matrimonio  con Adeline Virginia Stephen (después conocida como Virginia Woolf). Como pareja, se volvieron influyentes en el Círculo de Bloomsbury, que también incluía a otros miembros del grupo de 'Apóstoles' de Cambridge.
Después del matrimonio, Woolf comenzó a escribir, publicando en 1913 su primera novela, La Villa y la Selva, basada en sus años coloniales en Sri Lanka. Le siguió una serie de libros en intervalos de casi dos años. Con el inicio de la Primera Guerra Mundial, Woolf fue rechazado por el ejército iniciando un giro hacia la política y la sociología. Se unió al Partido Laborista y la Sociedad Fabiana y se convirtió en un contribuyente regular del New Statesman. En 1916 escribió Gobierno Internacional, proponiendo una agencia internacional para imponer la paz mundial.
Cuando su esposa comenzó a sufrir depresiones, Woolf dedicó mucho de su tiempo a cuidar de ella. En 1917 los Woolf compraron una pequeña imprenta manual; con la que fundaron la famosa Hogarth Press. Su primer proyecto fue un panfleto, impreso a mano y compuesto por ellos mismos. A los diez años, la imprenta se había vuelto una casa editorial de gran tamaño con una lista de autores muy distinguidos. Woolf continuó como su director hasta su muerte. Los problemas mentales de su esposa continuaron hasta su suicidio en 1941. Después de la muerte de Virginia Woolf, Leonard se enamoró de una artista casada, Trekkie Parsons.
En 1919 Woolf se volvió editor de la International Review, y editó la sección internacional del Contemporary Review (1920-1922). Fue también editor literario de Nation Athenaeum (1923-1930), editor conjunto de Political Quarterly (1931-1959), y por un tiempo sirvió como secretario de los comités concejales del Partido Laborista en asuntos internacionales y coloniales.
Woolf murió el 14 de agosto de 1969, y fue incinerado, distribuyendo sus cenizas en las tierras de Monk's House, Rodmell, Sussex. Sus documentos están archivados en la Universidad de Sussex.

### Trabajos autobiográficos
- Esparciendo - 1960
- Creciendo - 1961
- Diarios de Ceilán - 1963
- Comenzando Otra Vez - 1964 (ganador del Premio Literario W.H. Smith en 1965)
- De Bajada todo el Camino - 1967
- El Viaje importa no la Llegada: Autobiografía de los años 1939-1969, London: Hogarth Press, 1969[1]

### Trabajos biográficos sobre Woolf
- Leonard Woolf: Una Biografía - 2006 - por Victoria Glendinning, Free Press - ISBN 0-7432-4653-5

## Críticas de libros
- Crítica del libro de Victoria Glendinning Sr. Virginia Woolf por John Gross